# Виденборстел
Виденборстел (њем. Wiedenborstel) општина је у њемачкој савезној држави Шлезвиг-Холштајн. Једно је од 112 општинских средишта округа Штајнбург. Према процјени из 2010. у општини је живјело 5 становника. Посједује регионалну шифру (AGS) 1061111.

## Географски и демографски подаци
Виденборстел се налази у савезној држави Шлезвиг-Холштајн у округу Штајнбург. Општина се налази на надморској висини од 46 метара. Површина општине износи 4,5 km². У самом мјесту је, према процјени из 2010. године, живјело 5 становника. Просјечна густина становништва износи 1 становника/km².

## Међународна сарадња
| Мјесто | Држава       | Врста сарадње | Од    |
| ------ | ------------ | ------------- | ----- |
| Сјен   | Буркина Фасо | партнерство   | 1995. |
| Извор  |              |               |       |